# Нефёдов, Евгений Андреевич
Евгений Андреевич Нефёдов (7 сентября 1946, Красный Лиман, Сталинская область, Украина — 19 октября 2010, Москва, Россия) — русский поэт, публицист, переводчик, автор текстов песен, журналист.

## Биография
Родился на Украине, в городе Красный Лиман, Сталинской области. После школы — рабочий. Служил в Советской Армии в Забайкалье. Окончил журфак МГУ. Почти сорок лет работал в журналистике. Был обозревателем и собственным корреспондентом в Чехословакии газеты «Комсомольская правда».
Затем работал в прохановских газетах «День» (до 1993 года) и «Завтра», где в то время работали Владимир Бондаренко, Шамиль Султанов, Николай Анисин, Сергей Соколкин, Андрей Фефелов, Василий Проханов. Нефедов входил в число создателей и руководителей этих газет (ответственный секретарь). Евгений Нефёдов был одним из секретарей Правления Союза писателей России, организовал и возглавил в нём Творческую секцию сатиры и юмора.
В 2007 году стал одним из организаторов и популяризаторов Всероссийского фестиваля иронической поэзии «Русский смех» в городе Кстово Нижегородской области. Является автором слов гимна фестиваля. По решению Правления Союза писателей России с 2011 года фестиваль «Русский смех» носит имя Евгения Нефёдова.
Похоронен на 69 участке Домодедовского кладбища.

## Стиль и творчество
Главные направления литературной работы Евгения Нефёдова, отраженные в книгах и широкой периодике — поэтическая публицистика, лирика, переводы, пародии, тексты песен.
Много лет им велась авторская колонка «Евгений о неких» в газетах, где он служил. По оценке писателя и редактора Сергея Викулова, жанр этой колонки очень оригинален:
«Это не поэзия, хотя налицо все её атрибуты: рифмы, размер, ритм. Это скорее „раёк“, но раёк модернизированный. В нефёдовском „райке“ есть ещё… мелодия, популярный мотив песни, ставшей народной, в который легко укладывается „мерная речь“. Со времен скоморохов раёк — это язык улицы… мудрый, образный, бьющий не в бровь, а в глаз. И, конечно, правдивый…»